# آرامگاه پیر جمشید
مقبره پیر جمشید مربوط به سدهٔ ۹ و ۱۰ ه.ق است و در شهرستان طالقان، روستای مهران واقع شده و این اثر در تاریخ ۱۲ بهمن ۱۳۸۱ با شمارهٔ ثبت ۷۲۳۳ به‌عنوان یکی از آثار ملی ایران به ثبت رسیده است.